# سیکسان‌بایوو
سیکسان‌بایوو (انگلیسی: Siksanbayevo) یک شهرک در شهرستان کوگارچینسکی جمهوری باشقیرستان در کشور روسیه است.